# Joachim Ulbricht
Joachim Ulbricht (* 23. Mai 1924 in Pirna; † 30. November 2017) war ein deutscher Chemiker.

## Leben
Nach dem Abitur begann Ulbricht 1944 in Dresden Chemie zu studieren, wechselte 1946 an die Universität Rostock und diplomierte 1950 an der Universität Jena. Nach seiner Promotion (1953) in Jena arbeitete er dort noch drei weitere Jahre als Assistent und Oberassistent im organisch-chemischen Institut. In seiner Anstellung ab 1956 am Institut für Faserstoff-Forschung Teltow der Akademie der Wissenschaften Berlin untersuchte Ulbricht Kinetik und Mechanismen der radikalischen Acrylnitril-Polymerisation in Lösung. Während dieser Anstellung betreute er ab 1960 zudem Diplomanden und Doktoranden. Die Ergebnisse seiner Untersuchungen wurden ab 1968 im VEB Chemiefaserwerk „Friedrich Engels“ in Premnitz großtechnisch genutzt.
Mit der Habilitationsschrift „Zur Lösungspolymerisation des Acrylnitrils“ habilitierte Ulbricht sich 1964 an der TH Leuna-Merseburg und wurde dort ein Jahr später zum Professor mit Lehrauftrag und 1969 zum ordentlichen Professor ernannt. Bis zu seinem Ruhestand 1989 war er Direktor und Leiter verschiedener Institute und Forschungsprojekte. In diesem Rahmen beschäftigte er sich tiefergehend mit Hochpolymeren und den damit zusammenhängenden Polymerwekstoffen und Verfahrenstechniken.
Der wissenschaftliche Austausch war für Ulbricht sehr wichtig. So trug er nicht nur auf Fachtagungen in der DDR und den Ostblockstaaten vor, sondern arbeitete auch in internationalen und östlichen Fachgremien mit. Weiter engagierte er sich als Mitglied der Chemischen Gesellschaft der DDR.

## Veröffentlichungen und Patente
Joachim Ulbricht hat aus seiner Forschungstätigkeit circa 110 Veröffentlichungen und einige Patente hervorgebracht. Dabei hielt er seine Erfahrungen in Forschung und Lehre in dem Buch „Grundlagen der Synthese von Polymeren“ fest. Es erschien erstmals 1978 im Akademie-Verlag und 1999 als zweite verbesserte Auflage bei Wiley-VCH.